# Derniers Témoins
 Derniers Témoins (en langue russe : Последние свидетели) est un essai documentaire, paru en 1985, de l'écrivaine biélorusse Svetlana Aleksievitch, lauréate du prix Nobel de littérature en 2015. 
La première édition du livre date de 1985, avec comme sous titre Livre de récits qui ne sont pas pour les enfants (et dans une version ultérieure, le sous-titre Solo pour une voix d'enfant ). Ce livre constitue le deuxième volume du cycle documentaire La Voix de l'utopie et présente des récits de personnes qui ont vécu, enfants, durant la Grande Guerre patriotique, et ont survécu à celle-ci. Ils sont interviewés à l'âge adulte, mais n'étaient âgés que de 4 à 14 ans durant la guerre. Durant la Grande Guerre patriotique des millions d'enfants soviétiques ont trouvé la mort. Il est la suite, sur le thème de l'enfance, du livre précédent sur le thème des femmes durant la guerre, de la même auteure : La guerre n'a pas un visage de femme.

## Production d'un film
Le livre sert de base à un film documentaire : Les Enfants de la guerre. Derniers témoins, du réalisateur Alekseï Kitaïtsev (ru), sur un scénario de Liodmila Romanenko. Svetlana Aleksievitch prend part elle-même à la création de ce film. (Studio M-production, Moscou, 2009, 45 minutes) Le film reçoit le prix spécial du Concours de films documentaires : « L'homme et la guerre » (Iekaterinbourg, 2011).
Le compositeur de musique Vladimir Magdalits a écrit une symphonie-requiem « Derniers Témoins » : composition pour récitant, basse, piano, orgue, mélange de cœurs d'enfants et de musique orchestrale,

## Liens
- (ru) «Последние свидетели (сто недетских рассказов)» (1978—2004) — texte complet de l'essai sur le site personnel de Svetlana Aleksievitch.
- (ru) Sergueï Ouchakine (Сергей Ушакин), « Осколки военной памяти: «Все, что осталось от такого ужаса?» » [« Souvenirs de la guerre: « C'est tout ce qu'il reste d'une telle horreur ? » »], Новое литературное обозрение,‎ 2008, p. 93 (lire en ligne)Critique du livre de Svetlana Aleksievitch, Derniers Témoins : solo pour une voix d'enfant, 2007 / Рец. на кн.: Алексиевич С. Последние свидетели 2007